# Mnozil Brass
Mnozil Brass es un septeto de metales austriaco. El grupo suele interpretar música clásica, polka, jazz y otros estilos musicales utilizando instrumentos de viento metal tradicionales e instrumentos más inusuales como la trompeta de válvulas rotativas personalizada y la trompeta baja. La música se presenta con un estilo de humor austriaco típico. Sus actuaciones se complementan con actuaciones de comedia y actuaciones de canto en el estilo de un cabaret de música. Los elementos de slapstick existen junto con los intérpretes. También han sido bautizados «El Monty Python del mundo musical». Las piezas schlager austriacas y alemanas del siglo XX son a menudo caricaturizadas por ellos.

## Historia
La actividad de este conjunto de metales se originó en una reunión casual de los miembros en el pub de Josef Mnozil (que le dará al grupo su nombre) en primer distrito urbano de Viena. El lugar está ubicado cerca de la Universidad de Música y Arte Dramático de Viena, donde todos los miembros en ese momento eran estudiantes y luego se graduaron. La banda fue fundada en 1992 aunque la primera presentación oficial fue en 1993. 
A partir de 1992, la banda toca, canta y toca en divertidas parodias sin vergüenza y en total libertad con respecto a los géneros y temas musicales, pasando de manera casual a través de varios estilos y géneros musicales: folk, jazz, tango, obras de grandes compositores como Bach, Mozart, Haydn, etc. Su objetivo principal es precisamente preservar y transmitir a otros el placer de hacer música.
Desde 1996 han empezado a celebrar conciertos regulares, primero en Austria, luego en Suiza y Alemania.
El exmiembro Sebastian Fuchsberger fue un gran talento en la imitación, por ejemplo, de Johannes Heesters y Udo Jürgens. Mnozil Brass es capaz de convencer la audiencia de que tocar música no es solo un asunto serio.
El grupo coopera con el director independiente Bernd Jeschek, quien desarrolló los programas teatrales «Smoke», «Ragazzi» y «Seven» y la «primera opereta del siglo XXI» titulada «Das Trojanische Bota» («La Barca Troyana»), estrenado mundialmente en el 2005 durante el festival de arte alemán RuhrTriennale.
En 2006 Mnozil Brass compuso la banda sonora para la película austriaca «Freundschaft», basada en la obra «Freundschaft» (amistad) por Rupert Henning y Florian Scheuba (galardonada con el Premio Cabaret austriaco y el Premio Nestroy de Teatro).
Actualmente, el grupo está presente en muchos circuitos de conciertos en todo el mundo con más de 120 conciertos al año.

## Discografía
CDs
- Volksmusik aus Österreich No Ziel (Mnozil Brass y Gansch Schwestern; Gesa Musikproduktion, 1996)
- Aufhorchen Klangbilder (Extraplatt, 2002)
- Wenn der Kaiser grooved (Atemmusik, 2004)
- Dasselbe in grün (Vegiton, 2004)
- Zimt (Hoanzl, 2004)
- Smoke live (Vegiton, 2004)
- Ragazzi (Geco Tonwaren, 2004)
- What Are You Doing With The Rest Of Your Life? (Hoanzl, 2009)
- Almrausch (K.E.C., 2011)
- Yes! Yes! Yes! (Südpolentertainment, 2016)
- Cirque (Südpolmusic, 2022)

Volumen de CD
- Mnozil Brass 20 (Südpolentertainment, 2013, ISBN 978-3-944120-00-3)

DVDs
- Seven – In Concert (RoughTrade, 2004)
- Das trojanische Boot (Hoanzl, 2009)
- Das Gelbe vom Ei – La Crème de la Crème (RoughTrade, 2008)
- Irmingard (Hoanzl, 2009)
- Magic Moments (Südpolentertainment, 2011)
- Blofeld (Südpolmusic, 2022)

## Miembros
- Thomas Gansch (trompeta)
- Robert Rother (trompeta)
- Roman Rindberger (trompeta) (desde 2004)
- Leonhard Paul (trombón, fliscorno bajo y trompeta baja)
- Gerhard Füßl (trombón)
- Zoltan Kiss (trombón) (desde 2005)
- Wilfried Brandstötter (tuba)

## Miembros anteriores
- Wolfgang Sohm (trompeta) hasta 2004
- Sebastian Fuchsberger (trombón) hasta 2004
- Ed Partyka (trombón) hasta 2005
- Albert Wieder (tuba) (sustitución provisional para Wilfried de 2015 a 2016)

## Repertorio de "Seven" (disponible en DVD)
Mnozil Brass tiene un repertorio amplio.  Sus conciertos de dos horas presentan al grupo tocando todas las modalidades de la música junto con payasadas cómicas. Si bien la mayoría de las piezas muestran a la banda tocando sus instrumentos de metal, incorporan otros instrumentos como la flauta de pico, y también cantan ("Bohemian Rhapsody" es un ejemplo clave).